# آیدا (آلبوم)
آیدا (انگلیسی: Aida) یک آلبوم زنده از اجراهای آکوستیک انفرادی درک بیلی، گیتاریست اهل انگلستان است که در سال ۱۹۸۰ در پاریس و لندن ضبط و توسط شرکت اینکوس منتشر شد.

## بازخوردها
| بررسی انتقادی | بررسی انتقادی |
| منبع          | رتبه‌بندی      |
| ------------- | ------------- |
| آل‌میوزیک      | [ ۴ ]         |

در نقدی که توسط برایان اولونیک در آل‌میوزیک منتشر شد آمده‌است که «آیدا یک مدخل فوق‌العاده زیبا برای یکی از نوازندگان چیره‌دست جهان است. در واقع، او شبیه هیچ‌کس دیگری نیست.»

## فهرست قطعات
تمام آهنگسازی‌ها توسط درک بیلی انجام شده‌اند.
1. «پاریس» - ۱۹:۳۶
2. «نیگاتا اسنو» - ۰۶:۵۵
3. «پژواکی در ذهن دیگری» - ۱۴:۰۷

## عوامل
- درک بیلی – گیتار آکوستیک